# Jan Frederik Scheffer
Jan Frederik Scheffer (Batavia, 21 januari 1915 – Ketiau, 2 mei 1944) was vlieger-waarnemer in de rang van vaandrig bij de eenheid Militaire luchtvaart van het Koninklijk Nederlandsch-Indisch Leger (KNIL). Hij werd geïnterneerd in een Jappenkamp in Nederlands-Indië en overleed kort voor de Tweede Wereldoorlog in Azië ten einde kwam. Postuum ontving hij de Militaire Willems-Orde.

## Biografie
Scheffer werd als kortverband-vliegenier ingedeeld bij de tweede afdeling van vliegtuiggroep 5, 2-VLG-V, die gestationeerd was op vliegbasis Semplak, in de regentschap Buitenzorg. Op 7 maart 1942 nam Scheffer deel aan een laatste missie, samen met kapitein Jacob van Helsdingen, August Gerard Deibel en Gerard Bruggink. Bij de overgave van het KNIL op 9 maart 1942 werd hij krijgsgevangen genomen. Op 2 mei 1944 overleed Scheffer en werd hij in de nabijheid van het krijgsgevangenkamp begraven.

## Erkenning
Het lichaam van Scheffer is in augustus 1968 bijgezet op het Nederlands Ereveld Mentang Pulo te Jakarta, voorheen Batavia. In 1948 werd hem postuum de Militaire Willems-Orde 4e klasse toegekend, voor zijn strijd tegen Japan op 18 februari en 7 maart 1942. Het Schefferkamp, een barakkenkamp en radarstation in De Lier, was naar hem vernoemd. Van 1996 tot de buitengebruikstelling in 2021 droeg een KDC-10-tankvliegtuig van de Koninklijke Luchtmacht de naam Jan Scheffer.